# Max Rosenfelder
Maximilian ("Max") Rosenfelder (Freiburg im Breisgau, 10 februari 2003) is een Duits voetballer die doorgaans speelt als centrale verdediger. In augustus 2024 debuteerde hij voor SC Freiburg.

## Clubcarrière
Rosenfelder speelde in de jeugd van Sportfreunde Eintracht Freiburg en werd later opgenomen in de opleiding van stadsgenoot SC Freiburg. Deze doorliep hij en vanaf de zomer van 2021 maakte hij onderdeel uit van het belofteteam, uitkomend in de 3. Liga. Voorafgaand aan de jaargang 2023/24 zou hij onderdeel gaan uitmaken van de eerste selectie van Freiburg. Hij liep echter een patellatendinopathie op, die hem samen met een lange revalidatieperiode vrijwel het gehele seizoen zou kosten.
Zijn debuut in het eerste elftal werd uitgesteld naar de jaargang 2024/25. Rosenfelder mocht op 17 augustus 2024 voor het eerst opdraven tijdens een DFB-Pokal-wedstrijd tegen VfL Osnabrück. Door treffers van Lucas Höler, Vincenzo Grifo en Junior Adamu (tweemaal) werd met 0–4 gewonnen. Rosenfelder mocht van coach Julian Schuster in de basisopstelling beginnen en hij speelde het gehele duel. Zijn debuut in de Bundesliga volgde zeven dagen later, toen met 3–1 gewonnen werd van VfB Stuttgart en hij opnieuw de hele wedstrijd speelde. In het najaar van 2024 kreeg Rosenfelder een nieuw contract bij Freiburg.

## Clubstatistieken
| Seizoen | Club           | Competitie | Competitie | Competitie | Beker | Beker | Internationaal | Internationaal | Totaal | Totaal |
| Seizoen | Club           | Competitie | Wed.       | Dlp.       | Wed.  | Dlp.  | Wed.           | Dlp.           | Wed.   | Dlp.   |
| ------- | -------------- | ---------- | ---------- | ---------- | ----- | ----- | -------------- | -------------- | ------ | ------ |
| 2021/22 | SC Freiburg II | 3. Liga    | 19         | 1          | —     | —     | —              | —              | 19     | 1      |
| 2022/23 | SC Freiburg II | 3. Liga    | 21         | 2          | —     | —     | —              | —              | 21     | 2      |
| 2023/24 | SC Freiburg II | 3. Liga    | 3          | 0          | —     | —     | —              | —              | 3      | 0      |
| 2024/25 | SC Freiburg    | Bundesliga | 18         | 0          | 3     | 0     | —              | —              | 21     | 0      |
| Totaal  | Totaal         | Totaal     | 61         | 3          | 3     | 0     | 0              | 0              | 64     | 3      |

Bijgewerkt op 18 februari 2025.